# Санта-Марія (кратер)
Санта-Марія (кратер) (англ. Santa Maria) — 90-метровий марсіанський ударний кратер, розташований на Плато Меридіана за координатами 2,172° пд. ш. 5,445° зх. д. Досліджено марсоходом «Оппортьюніті» у 2010 році. На південний схід від Санта-Марії розташовується набагато більший за розміром кратер Індевор.

## Епонім
Кратер названий на честь «Санта-Марії» — судна, що використовувалося Христофором Колумбом для перетину Атлантичного океану в 1492 році.

## Дослідження
15 грудня 2010 року (2450-й сол) марсохід прибув до кратера Санта-Марія. Оператори марсохода «припаркували» його на південно-східній частині кратера для збирання даних. Декілька тижнів марсохід витратив на дослідження 90-метрового кратера. Результати дослідження були аналогічні дослідженням, зробленим марсіанським супутником Mars Reconnaissance Orbiter за допомогою спектрометра CRISM. CRISM виявив поклади мінеральних вод у кратері, а марсохід допоміг у подальших їхніх дослідженнях.